# Spassk (Penza)
Spassk es una ciudad del óblast de Penza y centro administrativo del distrito homónimo, en la Rusia central europea. Se encuentra al norte del óblast, junto a la frontera con Mordovia. Su población en el año 2010 era de unos 7500 habitantes.

## Historia
En 1648, un terreno sin cultivar del uyezd de Shatsky fue donado a un monasterio con el nombre del Salvador (Spas en ruso). En 1663, se fundó una aldea con el nombre de Bogdanovo. A fines del siglo VII la aldea se renombró Bogdanovo-Spasski, la aldea formaba entonces parte de la gobernación de Azov (hasta 1725) En 1779, la localidad fue renombrada a Spassk y se convirtió en el centro de un uyezd  por decreto de Catalina la Grande, pero este cambio daba problemas de nomenclatura con otras ciudades rusas.
En 1923 Spassk y su uyezd pasan a gobernarse en Penza y en 1925 pasa a llamarse Bednodemianovsk en honor del poeta Demián Bedny (1883-1945), quien jamás estuvo en la ciudad, pero mantenía correspondencia con sus habitantes.
En 2005, un decreto presidencial de Vladímir Putin rendle dio el nombre de Spass.